# 伊原義徳
伊原 義徳（いはら よしのり、1924年〈大正13年〉4月24日 - 2017年〈平成29年〉7月11日）は、日本の官僚。科学技術事務次官を最後に退官し、日本原子力研究所理事長、日本原子力学会会長、原子力委員会委員長代理等を歴任。日本初の総合的な原子力政策となる「原子力開発利用長期計画」作成に加わるなど、原子力行政に深く携わった。

## 来歴
兵庫県神戸市に生まれる。神戸一中（のちの兵庫県立神戸高等学校）、旧制第三高等学校（のちの京都大学総合人間学部）を経て、1947年（昭和22年）に東京工業大学（のちの東京科学大学）電気工学科（旧制）を卒業。同年商工省に入省（機械局）。
1954年（昭和29年）に通商産業省工業技術院で日本最初の原子力予算担当、米国アルゴンヌ国立研究所原子力留学、科学技術庁調査課長、ロンドン日本国大使館科学担当（一等）書記官、科学技術庁秘書課長、原子力局次長、研究調整局長、原子力安全局長などを経て、1979年（昭和54年）に科学技術事務次官を最後に退官。
その後財団法人国際科学技術博覧会協会事務総長、日本原子力研究所理事長、日本原子力学会会長、原子力委員会委員長代理、財団法人高輝度光科学研究センター (SPring-8) 理事長などを歴任。2002年（平成14年）に勲一等瑞宝章受章。
（浜松ホトニクスが設立した）光科学技術研究振興財団理事、財団法人熊谷科学技術振興財団理事、財団法人つくば科学万博記念財団評議員、社団法人科学技術国際交流センター評議員。
ノーベル物理学賞受賞者の江崎玲於奈は旧制三高時代の同級生。盛田昭夫の実弟で元ソニー副社長（現日本テニス協会名誉会長）の盛田正明は東京工業大学バレーボール部時代の後輩。ロンドン日本国大使館では現衆議院議員の伊吹文明と同僚。また、第93警視総監の沖田芳樹は甥。
2017年、東京都三鷹市の自宅にて死去。93歳没。

## 著書
『原子力』（経済往来社、1960年）、『安全から安心への原子力―事実を知り動燃の失敗に学ぼう』（日本電気協会新聞部、1998年）、他

## 脚註
1. 1 2  伊原義徳さん 93歳＝元科学技術事務次官、元日本原子力研究所理事長毎日新聞 2017年7月29日
2. ↑  「2002年秋の叙勲 勲三等以上と在外邦人、外国人叙勲の受章者一覧」『読売新聞』2002年11月3日朝刊